# Brachyurie

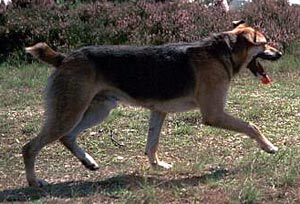
Brachyurie bei einem Stumper

Als Brachyurie (aus altgriechisch βραχύς brachýs, deutsch ‚kurz‘ und altgriechisch οὐρά ourá, deutsch ‚Schwanz‘; nicht zu verwechseln mit altgriechisch οὖρα oúra, deutsch ‚Harn‘) wird eine angeborene Verkürzung des Schwanzes bei Wirbeltieren bezeichnet. Die angeborene Abwesenheit des Schwanzes bei normalerweise geschwänzten Tieren wird als Schwanzlosigkeit oder Anurie bezeichnet. Brachy- und Anurie sind vom Kupieren abzugrenzen, bei dem ein vorhandener Schwanz durch den Menschen teilweise oder vollständig amputiert wird.

## Vorkommen
Brachy- und Anurie kommt bei Hunden, Katzen, Schweinen, Rindern, Schafen und Hühnern vor. Häufigkeit, Erbgang und klinische Bedeutung sind dabei je nach Spezies und Rasse unterschiedlich.

## Hund

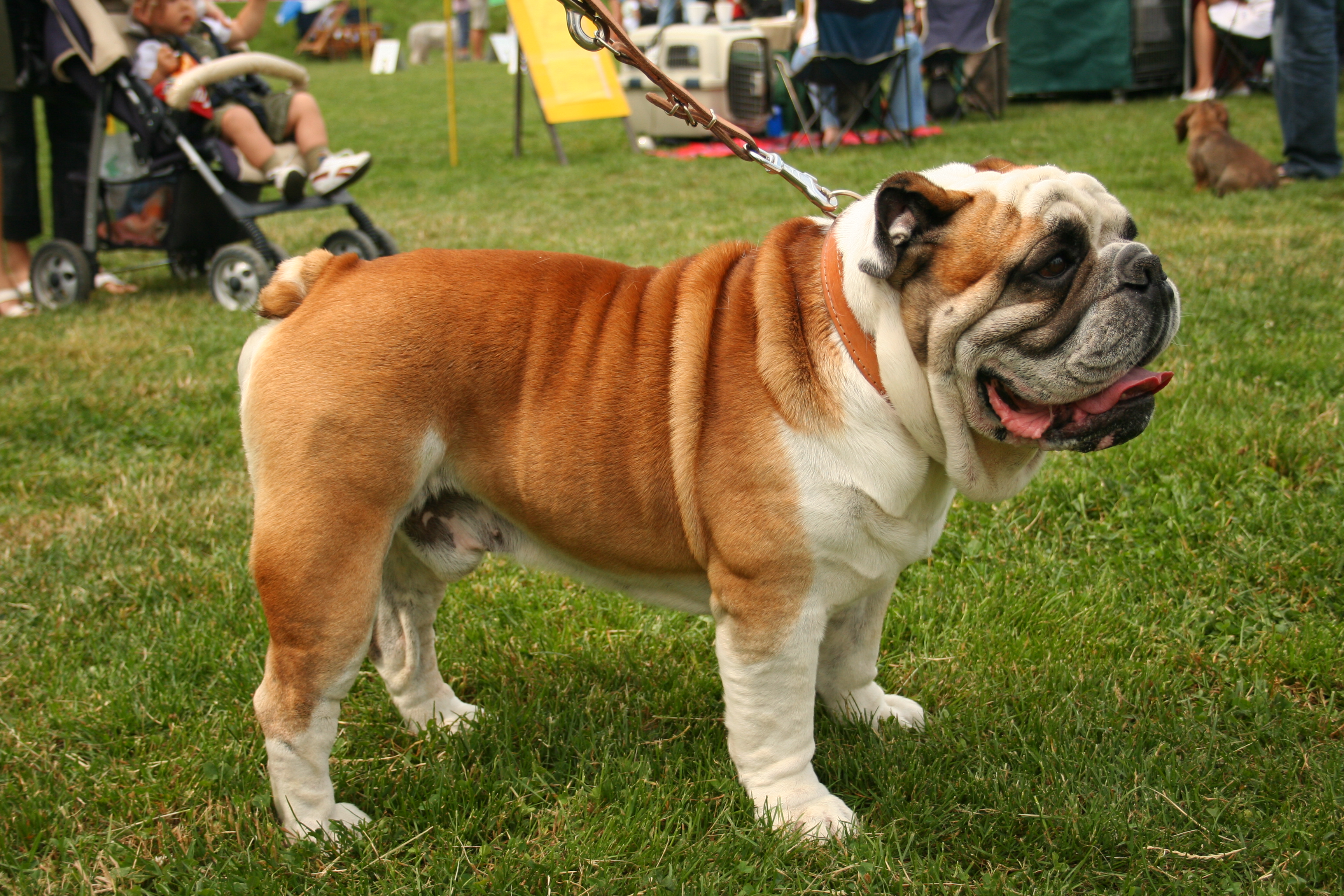
Brachyurie und Korkenzieherschwanz bei einer Englischen Bulldogge

Brachyurie beim Hund wird auch als Stummelrute bezeichnet. Ausprägungen reichen von einer leichten Verkürzung bis hin zu völliger Anurie, mit oder ohne Verkrüppelung des Schwanzes (Knickrute, Korkenzieherschwanz).
Brachyurie und/oder Anurie werden bei verschiedenen Rassen als Bestandteil des Standards angesehen (z. B. Australian Shepherd, Entlebucher Sennenhund, Englische Bulldogge, English Cocker Spaniel, Mops, Bobtail, Schipperke und Welsh Corgi Pembroke), kommt aber auch bei nicht systematisch gezüchteten Rassen als Variante vor (z. B. Stumper bei altdeutschen Hütehunden). Knickruten und Korkenzieherschwänze treten bei gewissen Rassen ebenfalls gehäuft auf, z. B. Dackel.

### Krankheitswert
Brachy- und Anurie ist mit verschiedenen Fehlbildungen der Wirbelsäule vergesellschaftet. Es können Keilwirbel, Blockwirbel oder Schmetterlingswirbel auftreten; desgleichen Spina bifida. Dadurch kann die Entwicklung des Rückenmarks gestört sein, so dass es zu neurologischen Störungen der hinteren Körperhälfte kommt (Paraparese, Paraplegie, Harn- und/oder Kotinkontinenz).
Bei 17 Hunderassen ist Brachyurie durch eine autosomal-dominante C189G-Mutation des T-box-Transkriptionsfaktors bedingt, welche in ihrer homozygoten Form als Letalfaktor wirkt. Bei sechs weiteren Hunderassen (Boston Terrier, English Bulldog, King Charles Spaniel, Zwergschnauzer, Parson Russell Terrier, Rottweiler) ist die genetische Basis der Brachyurie unbekannt, die Vererbung erfolgt in diesen Rassen vermutlich polygen rezessiv.
Von einem Zuchteinsatz betroffener Hunde ist aus genetischer und tierschützerischer Sicht abzuraten. In Rassen, bei denen Brachy- und Anurie im Standard gefordert werden, ist vor einem Zuchteinsatz pragmatischerweise eine Röntgenuntersuchung der Wirbelsäule durchzuführen, um das Vorliegen von assoziierten Fehlbildungen auszuschließen. In Rassen mit letaler Brachyurie ist eine Verpaarung unter kurzschwänzigen Hunden zu vermeiden.

## Katze

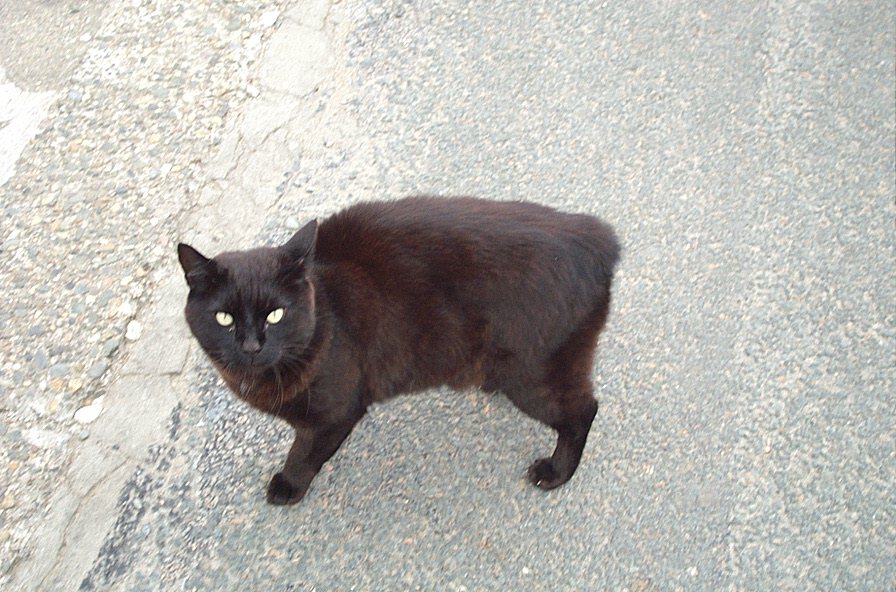
Anurie bei einer Manxkatze

Brachy- und Anurie treten sporadisch bei allen Katzenrassen auf. Im Standard gefordert werden sie unter anderem bei Manxkatze, Japanese Bobtail und Kurilen Bobtail sowie Pixiebob.

### Krankheitswert
Der Schwanz dient bei Katzen sowohl zur Balance beim Laufen und Klettern als auch als Kommunikationsmittel. Kurzschwänzige und schwanzlose Katzen sind in ihren Kommunikationsmöglichkeiten stark eingeschränkt. Es treten auch Störungen der normalen Bewegungsabläufe auf. Bei der Manxkatze sind Brachy- und Anurie daneben häufig mit Fehlbildungen des Beckens und der Wirbelsäule vergesellschaftet, wobei das Ausmaß der Defekte an die Schwanzlänge gekoppelt zu sein scheint. Außerdem kann es zu Fehlbildungen des Gehirns (Anenzephalie) und zu einem ausgeprägten Exophthalmus kommen.
Genetisch liegt bei Manx- und Bobtailkatzen ein einfach autosomal dominanter Erbgang mit unvollständiger Penetranz und variabler Expressivität vor, der homozygot letal wirkt. Der Erbgang der sporadischen Brachy- und Anurie bei anderen Rassen ist nicht geklärt. Das bewusste Züchten von schwanzlosen und stummelschwänzigen Katzen erfüllt den Tatbestand der Qualzucht.

## Schwein
Beim Schwein treten Brachy- und Anurien bei Large White und Landrasse auf. Die Fehlbildung ist gelegentlich mit Verwachsungen in verschiedenen Bereichen der Wirbelsäule gekoppelt, was zu Bewegungsstörungen führt. Der Erbgang ist nicht bekannt; betroffene Tiere sollten nicht zur Zucht eingesetzt werden.

## Rind
Beim Rind sind verschiedene deutsche Fleckviehrassen betroffen (Schwarzbunt, Rotbunt, deutsches Fleckvieh). Die phänotypische Ausprägung der Krankheit lässt sich in vier Kategorien einteilen.
- Anurie bzw. Brachyurie
- Caudo-recto-urogenital-Syndrom
- Anophthalmie-Anurie-(Brachyurie)-Syndrom
- Anurie als Teil eines anderen Fehlbildungskomplexes (siehe Weblinks)

Der Defekt wird polygen autosomal rezessiv mit Schwellwert vererbt, wobei zwischen den Nachkommen einzelner Zuchtbullen signifikante Unterschiede in der Häufigkeit des Auftretens festgestellt werden können.

## Schaf
Beim Schaf finden sich Brachyurie und Anurie bevorzugt beim neuseeländischen Romney-Schaf; sporadisch können aber auch andere Rassen betroffen sein. Es handelt sich um ein einfach autosomal dominantes Merkmal mit variabler Expressivität. Homozygote Embryonen sterben mit 3 bis 4 Wochen ab (Letalfaktor). Merkmalsträger sollten nicht zur Zucht eingesetzt werden.

## Huhn

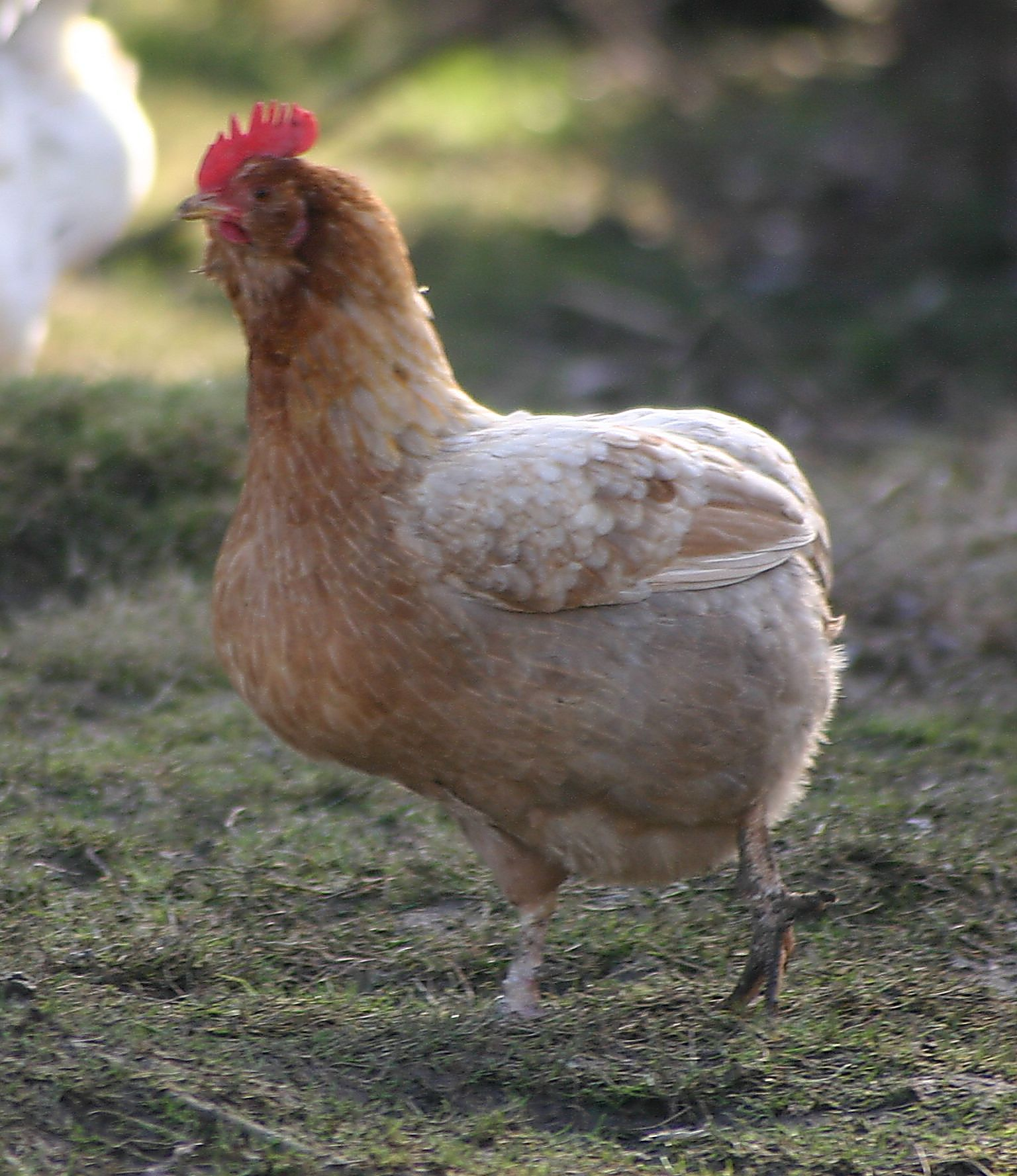
Anurie beim Kaulhuhn

Anurie oder Kaulschwänzigkeit tritt beim Kaulhuhn, beim Araucana und bei verwandten Rassen auf. Außer Schwanzfedern und Bürzeldrüse fehlen den betroffenen Vögeln die gesamte Schwanzwirbelsäule sowie Teile der Beckenwirbelsäule. Die Anurie ist bei den betroffenen Rassen erwünschtes Zuchtziel.

### Krankheitswert
Schwanzlose Hühner haben aufgrund der verminderten Möglichkeiten zur Balance Probleme bei der Begattung. Durch die fehlende Bürzeldrüse ergeben sich Probleme bei der Gefiederpflege. Die Brutausbeute ist durch eine erhöhte Embryonensterblichkeit eingeschränkt; ebenso ist die Sterblichkeit während der ersten beiden Lebensmonate gegenüber geschwänzten Hühnern fast verdoppelt. Schwanzlose Küken haben öfters Probleme beim Kotabsatz, weil die Daunen des Kloakengefieders durch Kot verklebt werden und die Kloake verstopfen können.
Der Erbgang ist einfach autosomal dominant mit unvollständiger Penetranz. Merkmalsträger sollten nicht zur Zucht verwendet werden; das bewusste Züchten von schwanzlosen Hühnern erfüllt den Tatbestand der Qualzucht und ist in der entsprechenden Liste des deutschen Landwirtschaftsministeriums aufgeführt.